# Programme F-X (Corée du Sud)
Le programme de chasseur F-X (F-X Fighter Program) est un programme d'acquisition d'avions de chasse en plusieurs phases pour la Force aérienne de la République de Corée (ROKAF, Republic of Korea Air Force). En 2018, la force aérienne a acheté soixante chasseurs F-35 Lightning II, de construction américaine.

## Phase 1

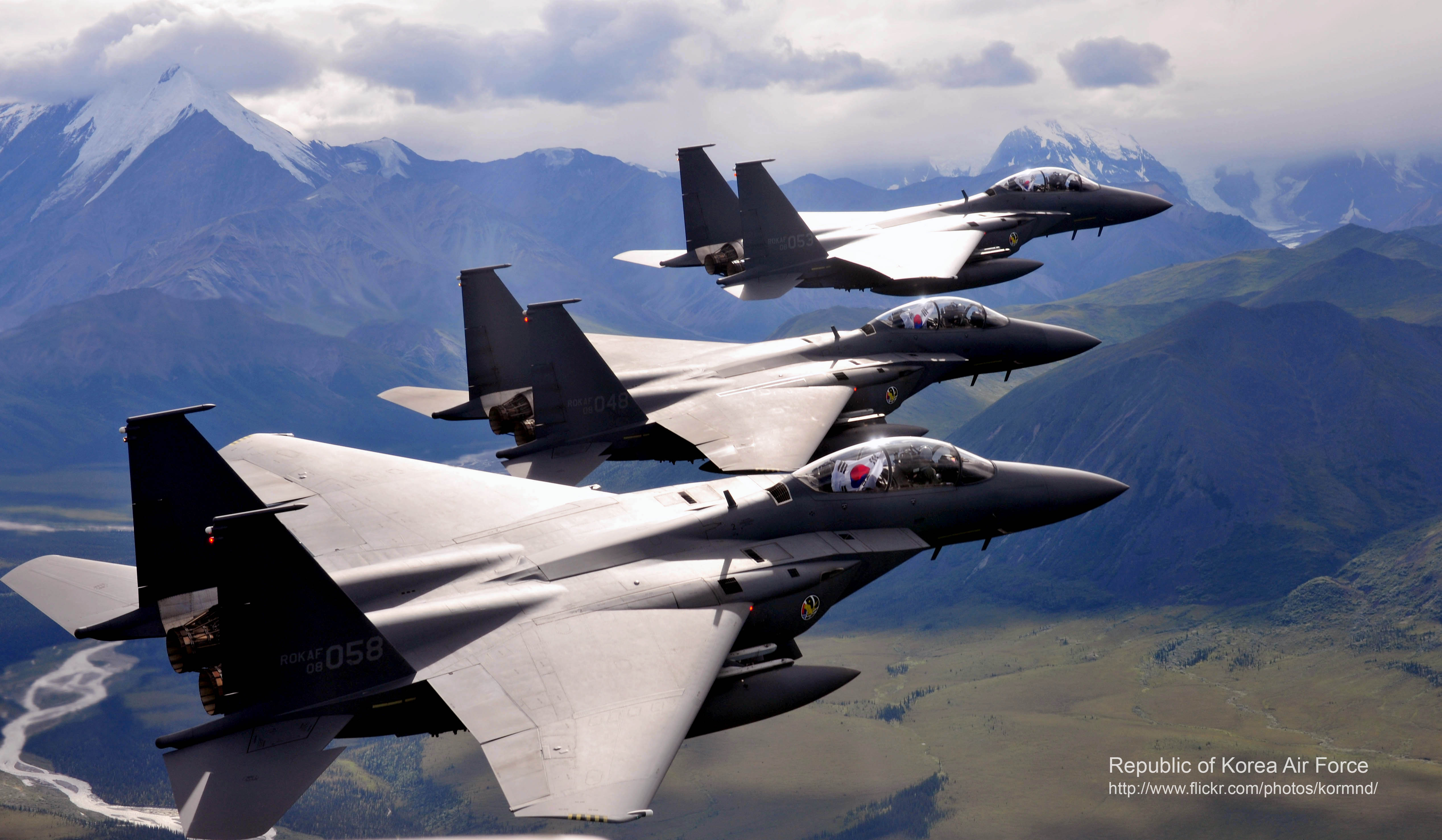
Trois F-15K de la Force aérienne de la République de Corée en vol au-dessus de l'Alaska, en août 2013.

La première phase du programme F-X a été lancée en 2002 et a mené à l'achat pour la force aérienne du F-15K Slam Eagle, une version dérivée du F-15E. Quatre propositions avaient été étudiées : le Rafale, le Typhoon, le Su-35 et le F-15K.

## Phase 2
Pour la deuxième phase du programme F-X, la force aérienne sud-coréenne a acheté 21 F-15K supplémentaires pour compenser le retrait du service de ses F-5A/B en août 2007. La configuration avionique des F-15K des phases 1 et 2 demeure largement identique, les seules différences venant d'une plus grande compatibilité au niveau des armements (bombes conçues pour pénétrer des cibles fortifiées (« bunker buster » en anglais, etc.) et des moteurs plus modernes, passant du General Electric F110-STW-129A au Pratt & Whitney F100-PW-229EEP, une version améliorée du F100-PW-229. Les nouveaux moteurs sont compatibles avec les F100-PW-229 utilisés par les KF-16 — la version sud-coréenne du F-16 —, ce qui offre à la force aérienne la possibilité d'interchanger les moteurs entre le KF-16 et le F-15K « Phase 2 ». Cela permet également au F-15K de voler avec des moteurs F100-PW-229 de KF-16 si nécessaire.

## Phase 3

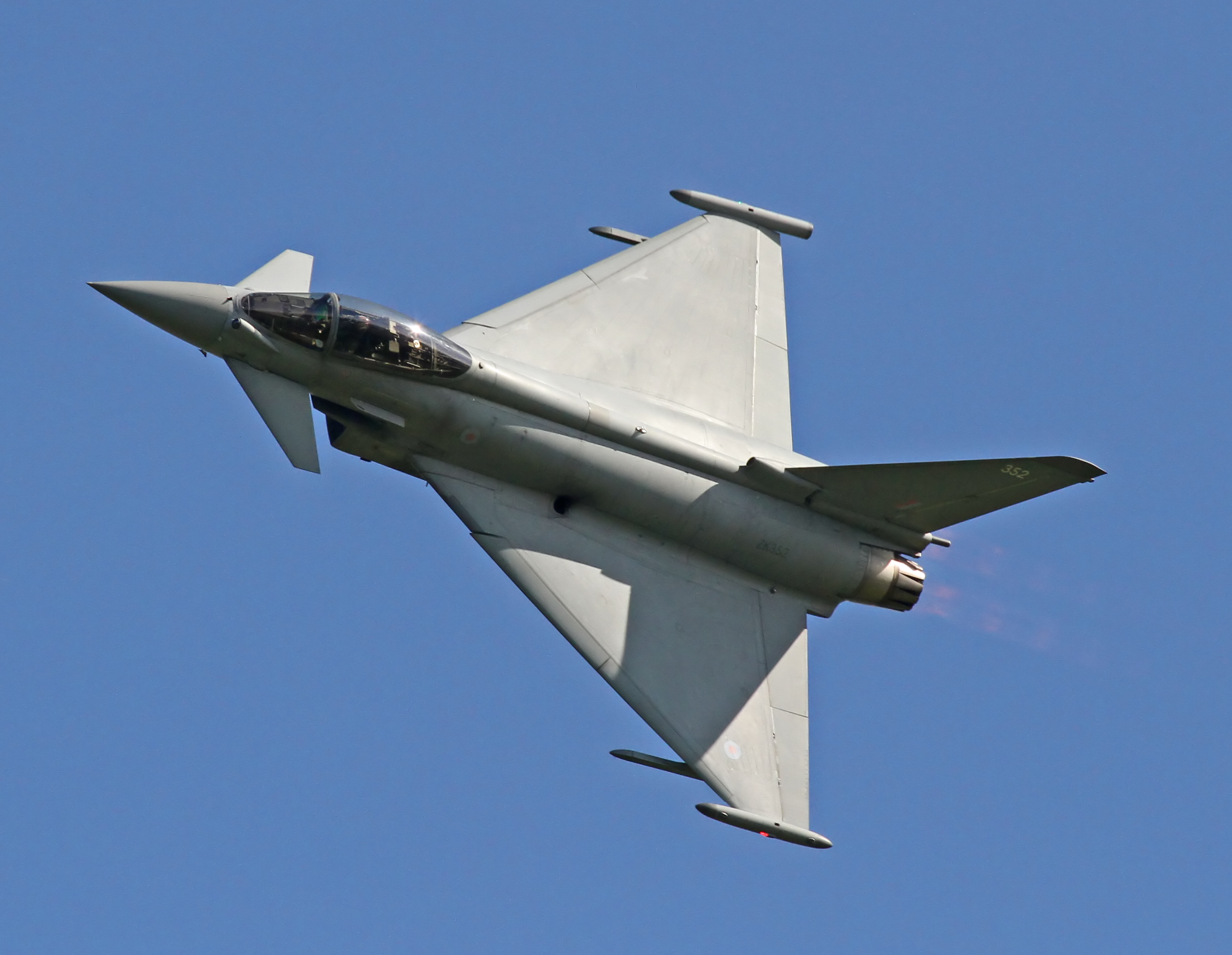
Le Typhoon, du constructeur Eurofighter GmbH, a également été proposé à la Corée du Sud.

La troisième phase du programme F-X était une offre pour l'acquisition d'un avion multirôle avancé pour 2014, destiné à remplacer les F-4 et F-5 vieillissants. La rumeur faisait état d'un potentiel achat de quarante à soixante appareils, soit un projet dont le montant s'élevait à 9 milliards de dollars. Le Ministère de la Défense sud-coréen avait montré son intérêt pour le F-22 Raptor, mais le département de la Défense des États-Unis n'a pas autorisé l'export de ce chasseur furtif avancé. Les seuls candidats restants étaient le F-35 Lightning II Joint Strike Fighter de Lockheed, le Typhoon d'Eurofighter et le Boeing F-15SE Silent Eagle. Le Soukhoï PAK-FA avait été présélectionné par la Defense Acquisition Program Administration (DAPA, l'agence de procuration d'armement du pays) précédemment, mais le constructeur Soukhoï n'est pas parvenu à s'engager dans la compétition. Le constructeur suédois Saab a été présent au concours mais n'a pas proposé son JAS 39 Gripen.
La DAPA avait décidé du 18 juin 2012 comme date limite pour la réception des propositions, avec la phase de tests et d'évaluations se déroulant jusqu'en septembre 2012 et un vainqueur devant être annoncé en octobre 2012. Toutefois, Lockheed et EADS ont tous-deux échoué à proposer les versions coréennes de leurs détails sur leurs prix et transferts de technologie, laissant Boeing comme seul participant à répondre à temps pour sa proposition. La date limite de soumission des propositions a alors été reculée au 5 juillet,. La Défense sud-coréenne avait résisté aux appels à reculer la décision jusqu'aux élections présidentielles sud-coréennes de 2012.
La décision d'acheter soixante chasseurs devait être rendue vers le milieu de l'année 2013. L'accent avait été mis sur la réduction des coûts, les compensations et le transfert de technologies. Des sources en Corée du Sud déclarent qu'une partie des efforts de sélection d'un avion était fortement basée sur la possibilité d'effectuer un transfert de technologie pour le programme indigène KAI KF-X. Le département de la Défense a formellement notifié le Congrès des États-Unis de la vente potentielle de F-35A Lightning II et de F-15SE Silent Eagle le 29 mars 2013. Lockheed a été séduit par le fait que la procédure de notification formelle pour le Congrès était en cours, mais le constructeur a noté que les négociations sur les prix étaient « en cours ». Boeing a senti que le F-15SE était une meilleure proposition, car il était moins cher et partageait de nombreux éléments en commun avec les F-15K actuels. Toutefois, la proposition de Boeing a été plus compliquée parce qu’il s'agissait à la fois d'une vente commerciale directe et d'une Foreign Military Sale de gouvernement à gouvernement. Le Typhoon restait toujours une option, mais il semblait presque évident que la Corée du Sud choisirait un appareil de conception américaine, comme elle l'avait déjà toujours fait par le passé. En réponse, EADS a proposé de produire quarante-huit des soixante Typhoon Block 3 localement, en Corée du Sud. Les hauts fonctionnaires du Gouvernement sud-coréen ont affirmé que la compétition de la phase 3 du programme F-X n'avait pas pour but de se défendre contre ou d'attaquer la Corée du Nord, mais simplement de garder le niveau par rapport aux développements aéronautiques militaires de ses voisins. Avec la décision du Japon d'acheter le Lockheed F-35A, le développement par la Chine du Chengdu J-20 et les travaux de la Russie sur le Soukhoï PAK-FA, la Corée du Sud a besoin de mettre à jour sa technologie de chasseurs.
La durée allouée aux propositions a été une nouvelle fois étendue car les trois propositions initiales étaient toutes au-dessus de la limite des 7,3 milliards de dollars pour l'achat de soixante appareils (ce qui signifie un prix d'achat de plus de 121 millions de dollars l'unité),. Pendant les sessions de propositions s'étalant du 18 juin au 5 juillet, Lockheed et EADS ont soumis 55 propositions de prix séparées. Le 10 juillet 2013, la DAPA a temporairement suspendu les propositions, devant la difficulté à faire proposer par les compagnies des prix correspondant au budget estimé. D'après de multiples sources, Lockheed n'a pas été capable de proposer un prix fixe au maximal pendant la session des propositions. Le 25 juillet 2013, la DAPA a annoncé que les propositions reprendraient au cours de la « troisième semaine du mois d'août ». Les analystes ont alors déclaré que cette décision avait peu de chances de réduire les écarts de prix qui avaient mis sur la touche les précédentes propositions, et la DAPA a alors décidé de considérer diverses options, telles la révision du projet, l'augmentation du budget global ou même un achat en deux parties. Les propositions ont repris du 12 au 16 août et avaient un prix demandé de 7,45 milliards de dollars. Le F-35 de Lockheed risquait alors une élimination rapide car il ne pouvait pas garantir un prix fixe.
Le jour final des propositions, le F-15SE et le Typhoon sont parvenus à tenir dans le budget demandé. La DAPA a admis qu'au-moins un chasseur convenait aux prix d'acquisition souhaités, mais a refusé d'annoncer combien d'appareils rentraient dans ce budget, citant une procédure en cours. Comme des compagnies proposaient des prix pouvant tenir dans le budget, elles ont pu passer à l'étape suivante. La DAPA a évalué les trois chasseurs avant un meeting devant donner un nom au vainqueur, prévu pour septembre. Chaque avion qui excédait le budget n'obtiendrait pas de signature pour le contrat. Il y avait également la possibilité qu'il n'y ait aucun gagnant. Après que Boeing ait réduit le prix de son F-15SE et que les deux autres concurrents — Typhoon et F-35 — aient été disqualifiés, le F-15SE semblait avoir remporté la compétition, mais cela n'a pas été confirmé avant le milieu du mois de septembre 2013. EADS a maintenu que l'Eurofighter était toujours dans la course et Lockheed a affirmé qu'elle n'avait jamais reçu la moindre notification officielle au sujet des résultats de la compétition, bien que des sources aient déclaré la proposition du F-35 comme étant hors-budget. Boeing affirma également qu'elle n'avait jamais reçu de notification officielle concernant la décision de la part de la Corée du Sud. Certains officiels de la Force aérienne sud-coréenne faisaient toujours pression pour une commande du F-35, afin d'utiliser l'avion pour des transferts de technologies à destination du programme KF-X local. D'autres affirmaient que l'acquisition d'un chasseur furtif coûteux essentiellement pour sa technologie allait détruire la première intention de la phase 3 du programme F-X, qui était initialement de remplacer les F-4 et F-5 arrivés en fin de vie.
En septembre 2013, la DAPA a déclaré qu'elle recommandait l'achat du F-15SE. Des anciens chefs de la force aérienne ont toutefois insisté sur le fait qu'un avion furtif devrait être choisi, quel que soit son prix. Les officiels ne voulaient pas encore entraver un projet qui avait déjà pris pas mal de retard et espéraient qu'un radar pouvant détecter les avions furtifs serait développé dans les années à venir. Le 24 septembre 2013, le Ministère de la Défense a rejeté les résultats de la compétition et a déclaré en lancer une nouvelle, afin de « sécuriser les capacités militaires en phase avec les récents développements technologiques aéronautiques ». L'avion plus avancé permettrait d'effectuer des frappes préventives contre les installations nucléaires de la Corée du Nord et serait également plus en phase avec les chasseurs de cinquième génération du Japon et de la Chine. Alors que la phase 3 du projet redémarrait, il a été envisagé d'effectuer un achat divisé entre plusieurs modèles d'avions, avec seulement 20 à 40 chasseurs furtifs, ou une commande initiale plus petite, avec des options pour acheter la totalité de la force plus tard. Le consultant de Boeing, Ronald Fogleman, a proposé un achat divisé entre le F-15SE de sa compagnie et plus tard l'achat du F-35A, afin de correspondre aux besoins à court puis moyen terme de la Corée du Sud. L'achat du F-35A seul laisserait le pays en sursis tant que son logiciel ne serait pas mis à jour au standard Block 3F, prévu pour les années 2020. Cela diminuerait les capacités et la puissance de la Force aérienne sud-coréenne après 2016, lorsque les F-4 et F-5 commenceraient à être retirés du service. L'achat de chasseurs F-15SE pour un usage à court terme pourrait procurer des capacités d'emport de charge éprouvées en attendant que le logiciel du F-35A améliore ses performances et ses capacités d'emport. Lockheed a répondu que les F-35 seraient totalement aptes au combat au moment où ils seraient livrés à la Corée du Sud, en 2017.
Le 22 novembre 2013, l'agence de presse nationale sud-coréenne Yonhap a déclaré que la Force aérienne sud-coréenne allait acheter quarante chasseurs F-35A pour répondre à son besoin exprimé lors de la phase 3 du projet F-X. Il y avait également une option pour vingt appareils supplémentaires. Les livraisons devaient débuter en 2018, et Lockheed a déclaré qu'elle pouvait configurer l'avion pour le logiciel Block 3F à ce moment-là. Malgré le choix du F-35, la Corée du Sud allait également obtenir vingt chasseurs d'un type non spécifié, ce qui laissait l'occasion pour les autres compétiteurs du programme F-X III d'obtenir un contrat pour leurs avions. Mais Yang Uk, du Korea Defense and Security Forum a déclaré qu'il était peu probable que les vingt autres chasseurs ne soient autre chose de des F-35 supplémentaires. La technologie furtive et les capacités de guerre électronique du F-35 ont été choisies pour améliorer le système kill chain de la Corée du Sud, afin de détecter et détruire préventivement les menaces missiles et nucléaires de la Corée du Nord. Si le contrat était signé en 2014, les quarante Lightnings devaient être livrés de 2018 à 2021. Les autres chasseurs, qu'il s'agisse de chasseurs différents ou de F-35 supplémentaires, devaient être achetés vers 2023. Le choix d'acheter ou non un avion différent devait être basé sur les capacités opérationnelles, les situations de sécurité changeantes et le développement de la technologie aéronautique.
En réponse à la sélection du F-35, EADS a envisagé l'idée d'un achat divisé pour y inclure l'achat de son Typhoon. Même si une commande complète de soixante Eurofighters était préférée, EADS avait accepté les avantages de combiner les deux modèles d'avions pour obtenir des capacités de dissuasion et des capacités militaires plus générales. L'achat du Typhoon aurait permis à la Force aérienne sud-coréenne de réduire la taille de la flotte de F-4 et F-5 vieillissants dès 2017. L'appareil étant déjà en cours de production, il ne comporte pas de risques de retards ou d'escalade des coûts de production, à l'inverse du F-35 toujours en développement. EADS a également pointé du doigt le fait que les États-Unis avaient créé le F-22 Raptor spécifiquement pour la supériorité aérienne, alors que le F-35 avait été plutôt été conçu essentiellement pour des missions d'attaque au sol. Certains pays européens qui ont acheté le F-35 vont l'utiliser dans ce rôle en parallèle avec l'Eurofighter. À l'inverse du plan sud-coréen pour l'achat de quarante F-35 et vingt potentiels autres chasseurs, EADS a fait la promotion d'un contrat visant à acquérir quarante Typhoons et seulement vingt F-35A. La Corée du Sud prévoyait de finaliser l'achat de quarante F-35 pour la fin de l'année 2014.

## Achat du Lockheed MartinF-35Lightning II

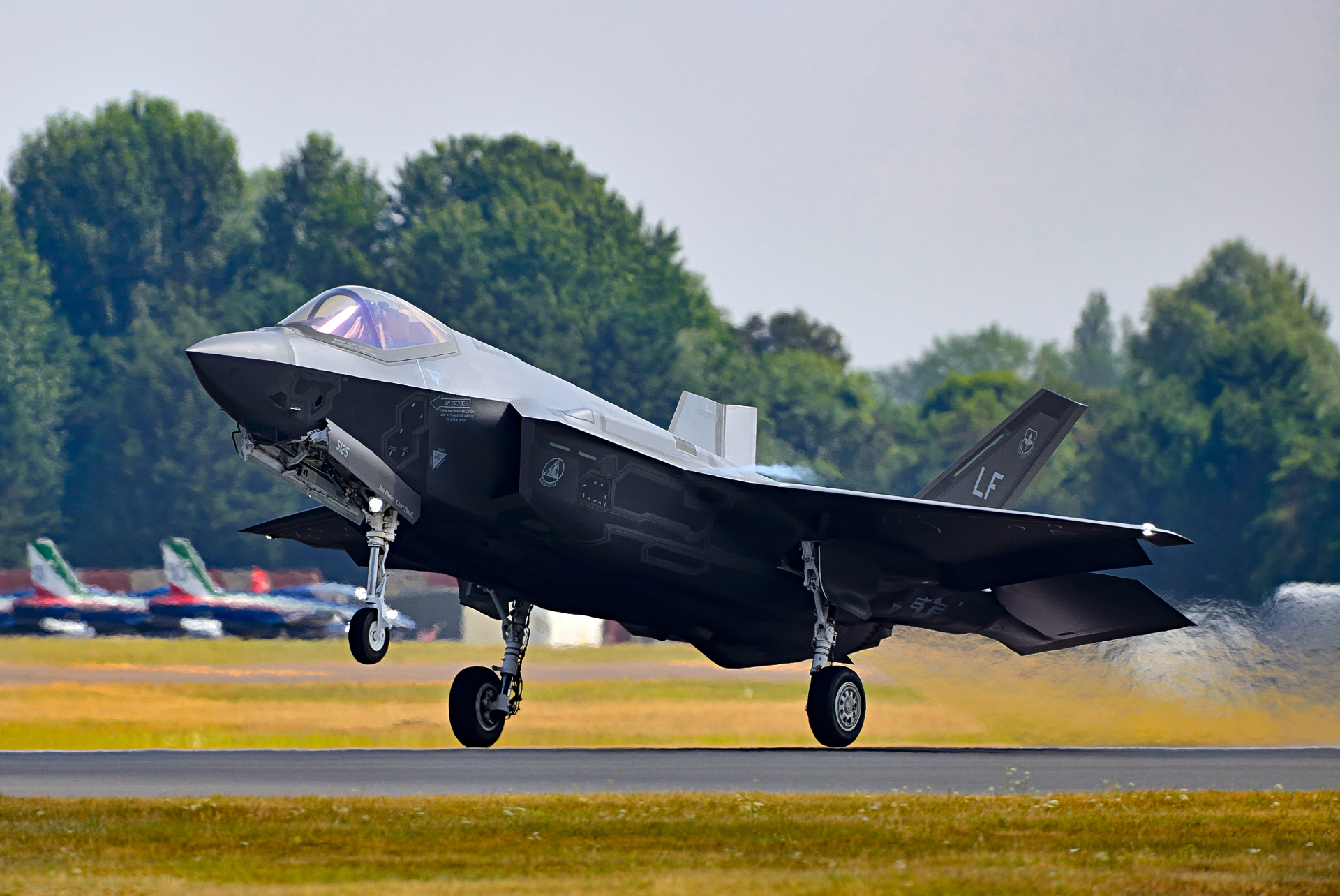
Le F-35A Lightning II a remporté la totalité des contrats issus de la phase 3 du programme F-X.

La Corée du Sud a formellement décidé d'acheter quarante F-35A Lightning II pour répondre au programme F-X le 24 mars 2014. Une annonce formelle a été faite par le Comité exécutif des programmes d'acquisition de la Défense sud-coréenne, suivie par une déclaration de la part du constructeur Lockheed Martin. Aucune des annonces n'a fait état du statut de l'achat de vingt chasseurs supplémentaires après la livraison des F-35. La sélection formelle de l'achat du F-35 par la Corée du Sud a été finalisée le 24 septembre 2014,.
Le 22 décembre 2017, il a été rapporté que la Corée du Sud allait poursuivre le programme avec l'achat de vingt F-35A supplémentaires.
Les deux premiers exemplaires ont été livrés sur une base située près de Cheongju, en mars 2019. Les pilotes avaient commencé leur entraînement sur le nouvel avion à Luke AFB, en Arizona, dès le printemps 2018.